# Tuxenidia balcanica
Tuxenidia balcanica är en urinsektsart som beskrevs av Josef Nosek och Cvijovic 1969. Tuxenidia balcanica ingår i släktet Tuxenidia och familjen lönntrevfotingar. Inga underarter finns listade i Catalogue of Life.